# Oldřich Bubeníček
Oldřich Bubeníček (* 5. ledna 1953 Ústí nad Orlicí) je český novinář a politik, v letech 2012 až 2020 hejtman Ústeckého kraje, od roku 2024 opět zastupitel kraje, v letech 2015 až 2018 starosta města Bílina, člen KSČM.

## Kariéra
Vystudoval gymnázium v Ústí nad Orlicí, začínal jako dělník ve sklárně. V roce 1974 vstoupil do komunistické strany, v 70. letech pracoval jako funkcionář okresního výboru KSČ v Teplicích. V 90. letech byl předsedou okresního výboru KSČM v Teplicích, nyní působí jako předseda krajského výboru KSČM. V letech 1995–2008 byl redaktorem Haló novin. Od roku 1990 působí také v Zastupitelstvu města Bílina. V letech 2000, 2006 a 2020 neúspěšně kandidoval na senátora za obvod č. 32 – Teplice.

## Krajský hejtman
V krajských volbách v roce 2008 byl zvolen do Zastupitelstva Ústeckého kraje, stal se předsedou výboru pro výchovu, vzdělání a zaměstnanost. V krajských volbách v říjnu 2012 vedl kandidátku KSČM, která získala největší počet hlasů. Dne 20. listopadu 2012 byl zvolen hejtmanem Ústeckého kraje.
V komunálních volbách v roce 2014 obhájil za KSČM post zastupitele města Bílina (přičemž byl lídrem kandidátky a KSČM volby ve městě vyhrála). V listopadu 2014 však ústecký krajský soud nařídil volby opakovat. Konaly se na konci ledna 2015 a i v nich Bubeníček jako lídr KSČM uspěl. Vítězná KSČM (tj. 25,63 % hlasů a 9 mandátů) uzavřela koalici se druhým subjektem „Nezávislí v Bílině – HNHRM“ a třetím hnutím ANO 2011 a dne 1. dubna 2015 byl Oldřich Bubeníček zvolen starostou města Bílina.
Ve volbách v roce 2016 byl opět lídrem kandidátky KSČM v Ústeckém kraji a post krajského zastupitele obhájil. I když KSČM skončila ve volbách až druhá, podařilo se jí uzavřít koalici se třetí ČSSD a pátým uskupením „Koalice Svoboda a přímá demokracie - Tomio Okamura (SPD) a Strana Práv Občanů“. Následně byl dne 21. listopadu 2016 opět zvolen hejtmanem Ústeckého kraje (obdržel 28 hlasů od 55 přítomných zastupitelů).
V komunálních volbách v roce 2018 obhájil za KSČM post zastupitele města Bílina, když opět vedl kandidátku strany. V listopadu 2018 jej však v křesle starosty města vystřídala Zuzana Schwarz Bařtipánová. V doplňovacích volbách do Senátu PČR v roce 2020 kandidoval za KSČM v obvodu č. 32 – Teplice na místo po zesnulém Jaroslavu Kuberovi. Získal 16,36 % hlasů a obsadil 3. místo.
V krajských volbách v roce 2020 již nekandidoval. Dne 16. listopadu 2020 tak skončil ve funkci hejtmana Ústeckého kraje, nahradil jej Jan Schiller z hnutí ANO 2011.
V komunálních volbách v roce 2022 kandidoval do zastupitelstva Bíliny jako lídr kandidátky KSČM. Mandát zastupitele města se mu podařilo obhájit.
V krajských volbách v roce 2024 byl opět zvolen zastupitelem Ústeckého kraje, když byl z pozice člena KSČM lídrem kandidátní listiny koalice „STAČILO! v Ústeckém kraji – KSČM, SOCDEM, ČSNS“.

## Rodina
Je ženatý, má tři děti. S manželkou vychovává vnučku, jejíž matku (jeho nevlastní třiadvacetiletou dceru) 2. ledna 2016 ubodal její partner.